# Ji'an
Pour les articles homonymes, voir Ji'an (homonymie).

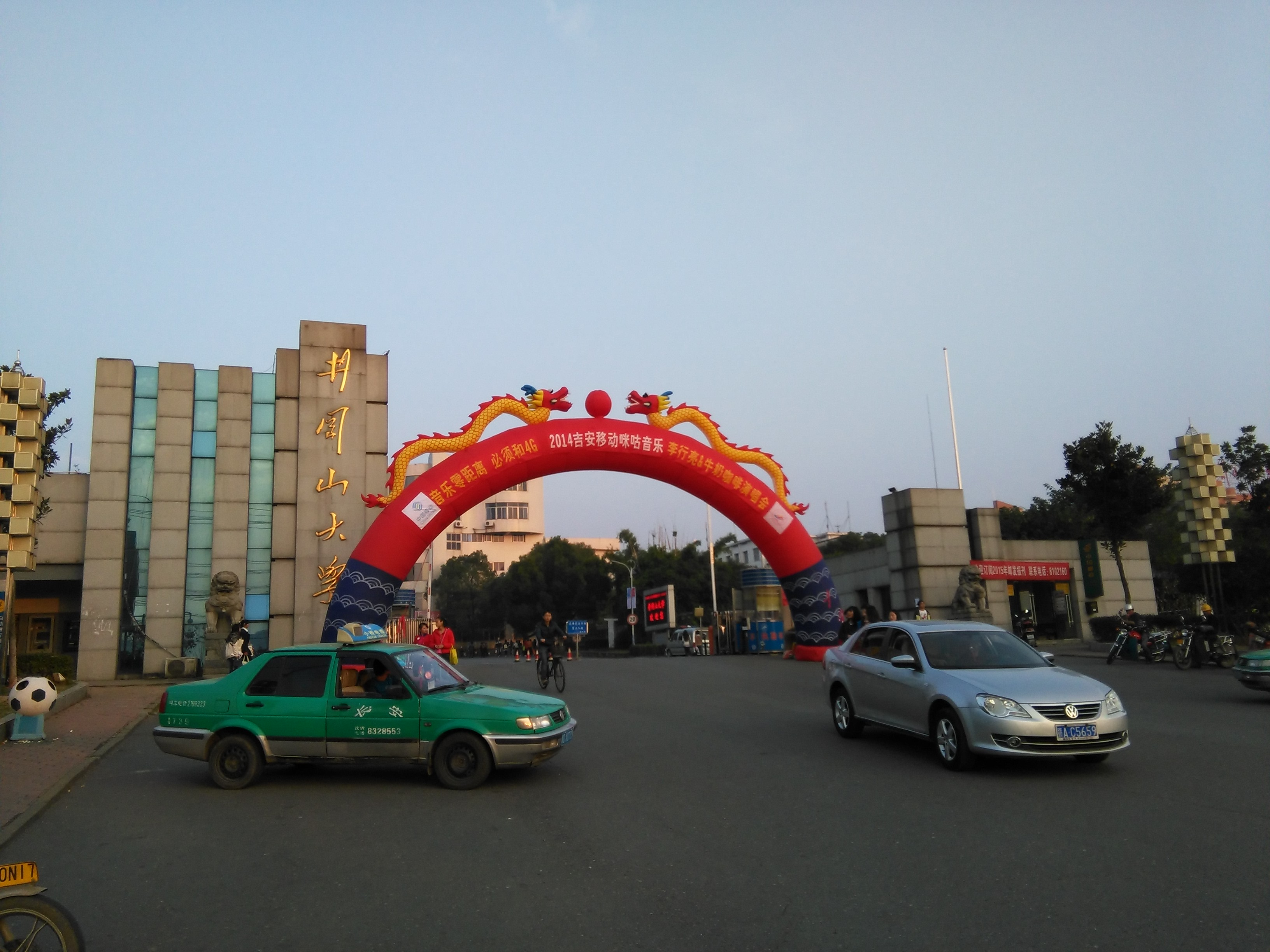
Université de Jinggangshan

Ji'an (chinois : 吉安市 ; pinyin : Jí'ān shì) est une ville-préfecture de la province du Jiangxi en Chine. Au recensement de 2010, sa population était de 4 810 340 habitants répartis sur 25 219 km². Cependant, l'agglomération ne s'étend que sur les deux districts citadins de Jizhou et Qingyuan pour une population totale de 460 194 habitants. On y parle le dialecte de Ji'an du gan. Zheng Qinghong, un vice-président du parti communiste chinois, est né dans cette ville.

## Subdivisions administratives
La ville-préfecture de Ji'an exerce sa juridiction sur treize subdivisions - deux districts, une ville-district et dix xian :
- le district de Jizhou - 吉州区 Jízhōu Qū ;
- le district de Qingyuan - 青原区 Qīngyuán Qū ;
- la ville de Jinggangshan - 井冈山市 Jǐnggāngshān Shì ;
- le xian de Ji'an - 吉安县 Jí'ān Xiàn ;
- le xian de Jishui - 吉水县 Jíshuǐ Xiàn ;
- le xian de Xiajiang - 峡江县 Xiájiāng Xiàn ;
- le xian de Xingan - 新干县 Xīngān Xiàn ;
- le xian de Yongfeng - 永丰县 Yǒngfēng Xiàn ;
- le xian de Taihe - 泰和县 Tàihé Xiàn ;
- le xian de Suichuan - 遂川县 Suíchuān Xiàn ;
- le xian de Wan'an - 万安县 Wàn'ān Xiàn ;
- le xian d'Anfu - 安福县 Ānfú Xiàn ;
- le xian de Yongxin - 永新县 Yǒngxīn Xiàn.

## Transports
La ville est desservie par l'Aéroport de Jinggangshan (code IATA : JGS • code OACI : ZSJA).